# Єнбек (Мугалжарський район)
Єнбе́к (каз. Еңбек) — село у складі Мугалжарського району Актюбінської області Казахстану. Входить до складу Талдисайського сільського округу.
У радянські часи село називалось Моїсеївський.
Населення — 233 особи (2021; 324 у 2009, 408 у 1999, 375 у 1989).